# Hutnik Trzebinia
Hutnik Trzebinia – polski klub piłkarski z siedzibą w Trzebini, powstały w 1923 roku. W wyniku połączenia Hutnika z Górnikiem Siersza (utworzony na nowo w 2014 r.) w 2000 r. powstał MKS Trzebinia-Siersza, który statutowo przejął ciągłość historyczną.

## Historyczne nazwy
- (1923) Klub Sportowy Trzebinia
- (1957) Stal Trzebinia
- (1958)  Hutnik Trzebinia

## Sukcesy
- III liga w latach 60.

## Stadion

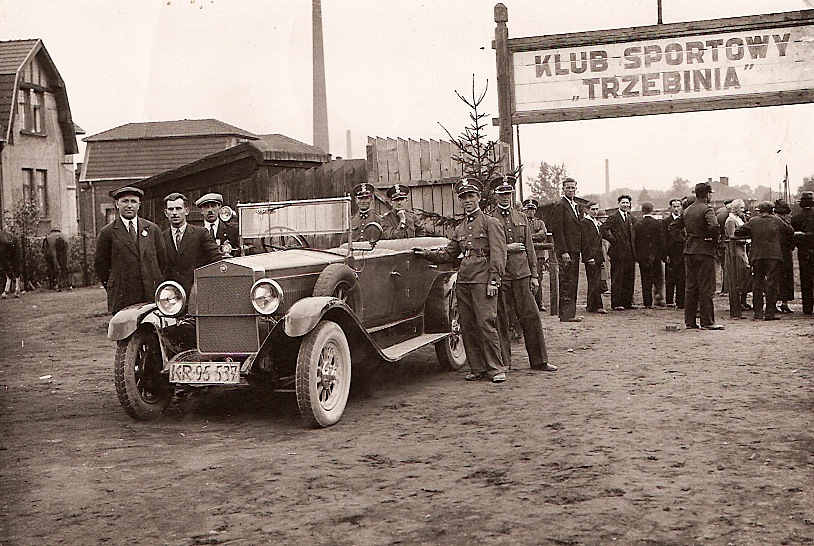
Samochód Fiat oraz żołnierze i mieszkańcy przed stadionem KS Trzebinia (ok. 1935)

Hutnik rozgrywał swoje mecze na Miejskim Stadionie Sportowym przy ul. Kościuszki 33 w Trzebini. Dane techniczne obiektu:
- pojemność: 1000 miejsc (690 siedzących)
- oświetlenie: brak
- wymiary boiska: 105 m x 68 m